# Priopus whiteheadi
Priopus whiteheadi is een keversoort uit de familie kniptorren (Elateridae). De wetenschappelijke naam van de soort werd voor het eerst geldig gepubliceerd in 1996 door Platia & Schimmel.